# Rumänische Badminton-Mannschaftsmeisterschaft 2024
Die Rumänische Badminton-Mannschaftsmeisterschaft 2024 fand im Modus „Jeder gegen jeden“ vom 27. bis zum 29. September 2024 in Iași statt. Meister wurde das Team vom CS Politehnica Iași, welches im direkten Vergleich gegen die punktgleichen Mannschaften am besten abschnitt.

## Endstand
| Platz | Team                  | Punkte | Spiele | G | U | V | Spielpunkte |   |    | Sätze |   |    | Bälle |   |     |
| ----- | --------------------- | ------ | ------ | - | - | - | ----------- | - | -- | ----- | - | -- | ----- | - | --- |
| 1     | CS Politehnica Iași 1 | 6      | 4      | 3 | 0 | 1 | 14          | - | 6  | 32    | - | 16 | 939   | - | 787 |
| 2     | CSU UVT Timișoara     | 6      | 4      | 3 | 0 | 1 | 15          | - | 5  | 34    | - | 12 | 905   | - | 693 |
| 3     | CS Știința Bacău      | 6      | 4      | 3 | 0 | 1 | 13          | - | 7  | 26    | - | 17 | 815   | - | 747 |
| 4     | ACS Kids Tampa Brașov | 2      | 4      | 1 | 0 | 3 | 6           | - | 14 | 15    | - | 28 | 678   | - | 823 |
| 5     | CS Politehnica Iași 2 | 0      | 4      | 0 | 0 | 4 | 2           | - | 18 | 4     | - | 38 | 588   | - | 875 |